# Frontex
A Agência Europeia da Guarda de Fronteiras e Costeira, também conhecida como Frontex ("Fronteiras externas"), é uma agência da União Europeia com sede em Varsóvia, na Polónia, que exerce em coordenação com as guardas de fronteira e costeira dos estados-membros o controlo fronteiriço do Espaço Schengen europeu, uma tarefa no domínio do Espaço de liberdade, de segurança e de justiça (ELSJ).
A Frontex foi criada em 2004 como Agência Europeia de Gestão da Cooperação Operacional nas Fronteiras Externas e é a principal responsável pela coordenação dos esforços de controlo das fronteiras externas. Em resposta à crise migratória europeia de 2015–2016, a Comissão Europeia propôs, em 15 de dezembro de 2015, prorrogar o mandato da Frontex e transformá-la numa Agência Europeia da Guarda de Fronteiras e Costeira de pleno direito. Em 18 de dezembro de 2015, o Conselho Europeu apoiou incondicionalmente a proposta e, após votação do Parlamento Europeu, a Guarda Europeia de Fronteiras e Costeira foi oficialmente lançada em 6 de outubro de 2016 na fronteira externa da Bulgária com a Turquia.
Para permitir à agência cumprir as suas tarefas, o seu orçamento aumentou gradualmente dos 143 milhões de euros em 2015 para 543 milhões de euros previstos para 2021 e os funcionários da agência deverão alcançar os 10.000 até 2027.

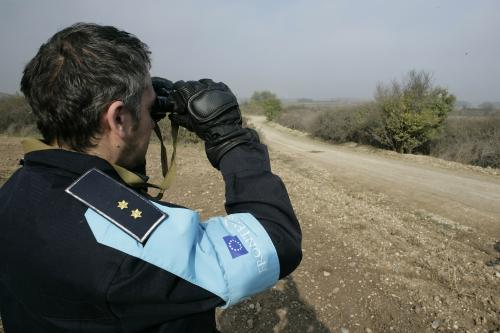
Um guarda ao serviço da Frontex examina a fronteira externa do Espaço Schengen.

## Organização

### Autoridades nacionais
A componente nacional da Guarda Europeia de Fronteiras e Costeira é constituída pelas autoridades relevantes de cada estado-membro do Espaço Schengen, que exercem a gestão quotidiana dos seus troços das fronteiras externas do Espaço Schengen.

#### Costas
| Estado-Membro                                                                                               | Guarda Costeira | Faixa de corrida (Racing stripe) |
| --- | --- | -------------------------------- |
| Bélgica | Polícia Federal Guarda Costeira Belga |                                  |
| Bulgária | Polícia Fronteiriça |                                  |
| Croácia | Guarda Costeira Croata |                                  |
| Dinamarca                                                                                                   | Marinha Real Dinamarquesa |                                  |
| Estónia | Corpo de Polícia e Guarda Fronteiriça |                                  |
| Finlândia                                                                                                   | Guarda Fronteiriça Finlandesa |                                  |
| França | Gendarmaria Marítima (Gendarmerie Maritime) Direção-Geral de Alfândegas e Impostos Indiretos Marinha Nacional Francesa Direção-Geral dos Assuntos Marítimos, Pescas e Aquacultura Direção Central da Polícia Fronteiriça (Direction Centrale de la Police aux Frontières) |                                  |
| Alemanha | Polícia Federal Guarda Costeira Federal Alemã |                                  |
| Grécia | Guarda Costeira Helénica |                                  |
| Islândia | Guarda Costeira Islandesa |                                  |
| Itália | Corpo das Capitanias dos Portos – Guarda Costeira e Guarda de Finanças |                                  |
| Letónia | Guarda de Fronteira Estatal |                                  |
| Letónia | Forças Navais Letãs |                                  |
| Lituânia | Serviço de Guarda Fronteiriça Estatal |                                  |
| Malta | Esquadrão Marítimo das Forças Armadas |                                  |
| Países Baixos                                                                                               | Guarda Costeira Neerlandesa |                                  |
| Roménia | Polícia Fronteiriça Romena |                                  |
| Noruega | Guarda Costeira Norueguesa |                                  |
| Polónia | Guarda Fronteiriça |                                  |
| Portugal | Sistema de Autoridade Marítima |                                  |
| Eslovénia                                                                                                   | Força de Polícia Nacional Eslovena |                                  |
| Espanha | Guarda Civil |                                  |
| Espanha | Sociedade de Salvamento e Segurança Marítima |                                  |
| Espanha | Agência Estatal de Administração Tributária (Serviço de Vigilância Aduaneira) |                                  |
| Suécia | Guarda Costeira |                                  |
| Guardas Costeiras dos Estados-Membros que estão legalmente obrigados a aderir ao Espaço Schengen no futuro: | |                                  |
| Chipre | Polícia Portuária e Marítima Cipriota |                                  |

#### Fronteiras terrestres
| Estado-Membro      | Bulgária            | Croácia        | Espanha | Estónia                               | Finlândia                     | França | Grécia           | Hungria | Letónia                    | Lituânia                              | Noruega                                                 | Polónia                           | Roménia                    | Eslováquia                                                       |
| ------------------ | ------------------- | -------------- | --- | ------------------------------------- | ----------------------------- | --- | ---------------- | ------- | -------------------------- | ------------------------------------- | ------------------------------------------------------- | --------------------------------- | -------------------------- | ---------------------------------------------------------------- |
| Guarda Fronteiriça | Polícia Fronteiriça | Polícia Croata | Corpo Nacional de Polícia (Comissariado Geral de Estrangeiria e Fronteiras) Guarda Civil (Chefatura Fiscal e de Fronteiras) Agência Estatal de Administração Tributária (Serviço de Vigilância Aduaneira) | Corpo de Polícia e Guarda Fronteiriça | Guarda Fronteiriça Finlandesa | Direção Central de Polícia de Fronteira (da Polícia Nacional) Direção-Geral de Alfândegas e Impostos Indiretos | Polícia Helénica | Polícia | Guarda Fronteiriça Estatal | Serviço de Guarda Fronteiriça Estatal | Serviço de Polícia Norueguesa Guarnição de Sør-Varanger | Polícia Guarda Fronteiriça Polaca | Polícia Fronteiriça Romena | Força de Polícia Eslovaca (Unidade de Estrangeiria e Fronteiras) |
| Marco Fronteiriço  |                     |                | |                                       |                               | |                  |         |                            |                                       |                                                         |                                   |                            |                                                                  |

### Agência da União Europeia

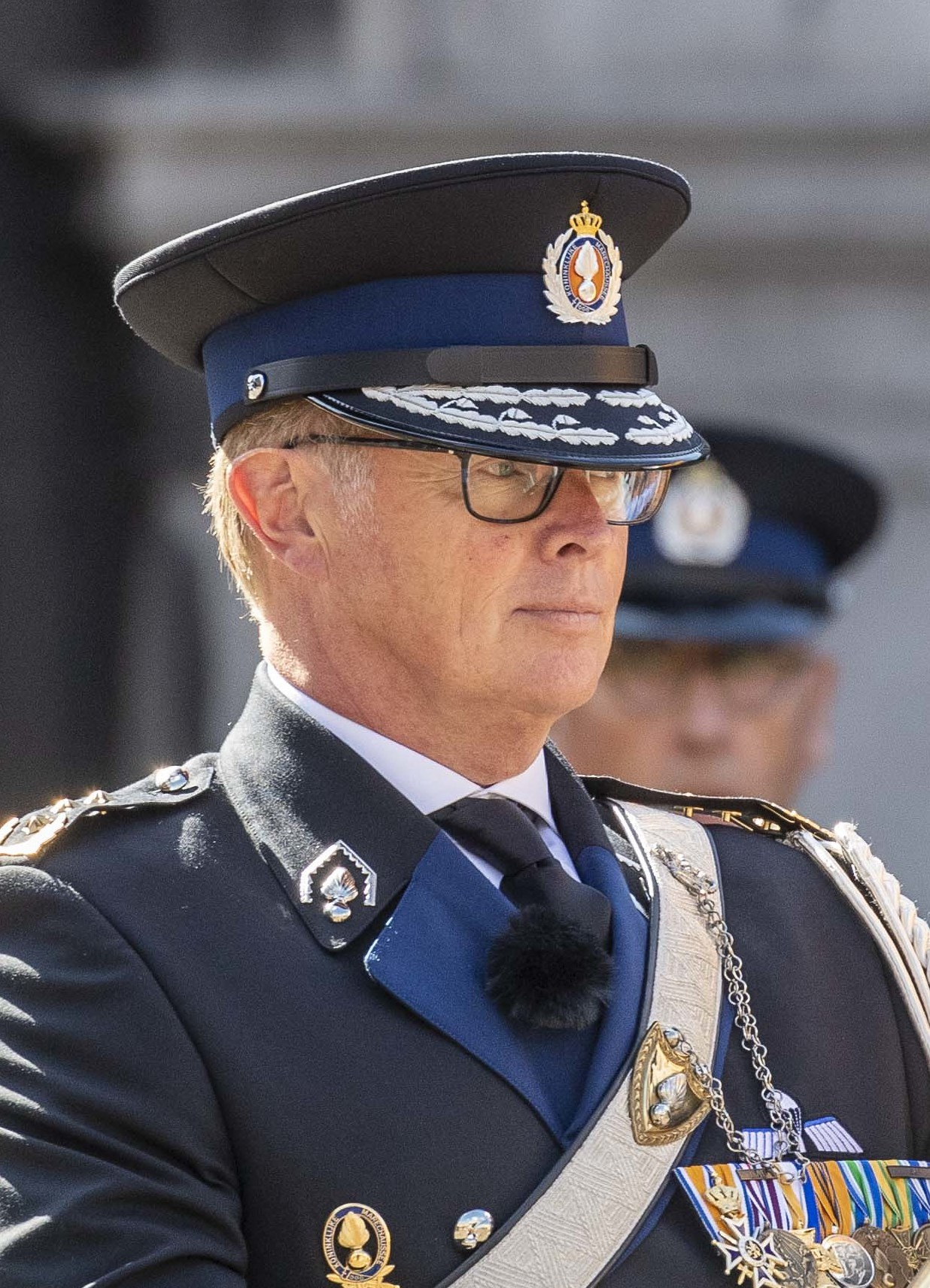
Hans Leijtens, diretor-executivo da Frontex, durante o seu serviço como tenente-general do Marechalato Real, a gendarmaria nacional dos Países Baixos.

De acordo com a Comissão Europeia, a Guarda Europeia de Fronteiras e Costeira "reunirá uma Agência Europeia da Guarda de Fronteiras e Costeira construída a partir da Frontex e das autoridades dos estados membros responsáveis pela gestão das fronteiras", com a gestão quotidiana das regiões das fronteiras externas a continuar a ser da responsabilidade dos estados-membros. Pretende-se que a nova Agência Europeia da Guarda de Fronteiras e Costeira desempenhe um papel de apoio aos estados-membros que necessitem de assistência, bem como coordene a gestão geral das fronteiras externas da Europa. A segurança e o patrulhamento das fronteiras externas da União Europeia (UE, na prática o Espaço Schengen, incluindo os Países Associados de Schengen, bem como os estados-membros da UE que ainda não aderiram ao Espaço Schengen, mas estão obrigados a fazê-lo) é uma responsabilidade partilhada da Agência e das autoridades nacionais.
A Agência coordena a cooperação operacional entre os estados-membros no domínio da gestão das fronteiras externas, apoia os estados-membros no treinamento dos guardas nacionais de fronteiras, incluindo a definição de normas de treino comuns, realiza análises de risco, acompanha a evolução da investigação relevante em matéria de controlo e vigilância das fronteiras externas, apoia os estados-membros em circunstâncias que exijam assistência operacional e técnica reforçada nas fronteiras externas, faculta aos estados‑membros o apoio necessário no âmbito da organização de operações conjuntas de repatriação de imigrantes irregulares.
A Frontex tem ligações com outros parceiros comunitários e da UE responsáveis pela segurança das fronteiras externas, designadamente a Europol, a Agência da União Europeia para a Formação Policial (CEPOL) e o Organismo Europeu de Luta Antifraude (OLAF), bem como pela cooperação no domínio aduaneiro e dos controlos fitossanitários e veterinários a fim de promover a coerência global nesta matéria. Também reforça a segurança nas fronteiras, assegurando a coordenação das acções dos estados‑membros na aplicação das medidas comunitárias relacionadas com a gestão das fronteiras externas.
Com a criação da Agência Europeia da Guarda de Fronteiras e Costeira, o projeto de regulamento da Comissão Europeia visou reforçar o mandato da agência encarregue do controlo das fronteiras externas da UE, aumentar as suas competências e equipá-la melhor para o desempenho das suas atividades operacionais. A Agência desenvolve o seu trabalho em coordenação conjunta com a Agência Europeia de Controlo das Pescas e a Agência Europeia de Segurança Marítima no que diz respeito às funções de guarda costeira. O pessoal do Corpo Europeu Permanente da Agência foi duplicado entre 2015 e 2020. A nova proposta prevê o estabelecimento de uma reserva de guardas europeus de fronteira e de equipamento técnico. A Agência poderá adquirir os seus próprios veículos uniformizados. Os estados-membros onde este equipamento se encontre registado (equipamento de maior dimensão, como navios patrulha, aeronaves, etc.) serão obrigados a colocá-lo à disposição da Agência sempre que necessário. Tal permitirá à Agência implementar rapidamente o equipamento técnico necessário nas operações fronteiriças. Uma reserva rápida de guardas de fronteira e uma reserva de equipamento técnico serão colocadas à disposição da agência, com o objetivo de eliminar a escassez de pessoal e de equipamento para as operações da Agência.

#### Corpo Permanente

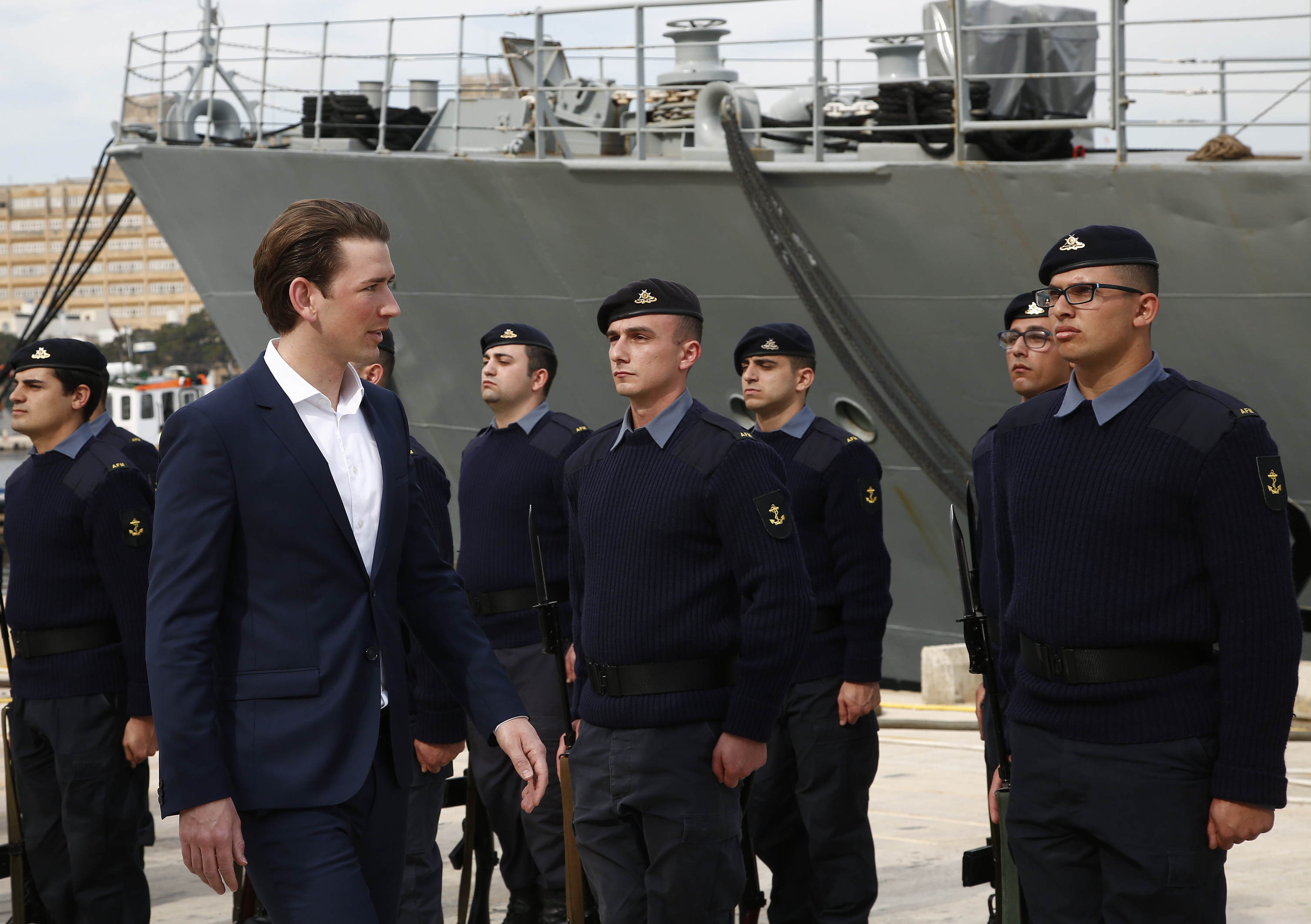
O ministro Sebastian Kurz, da Áustria, visita um simulacro de uma operação de vigilância fronteiriça em Malta.

Lançado em 2021, o Corpo Permanente da Guarda Europeia de Fronteiras e Costeira é o primeiro serviço uniformizado da UE. Até 2027, está previsto o corpo alcançar 10.000 guardas.
O corpo é composto por guardas das agências da UE e dos estados-membros, que apoiam e trabalham sob o comando das autoridades nacionais do país em que estão a operar.
Os futuros guardas recrutados não precisam necessariamente ter experiência anterior na aplicação da lei e passam por um ano de treino organizado pela agência.
Tarefas realizadas pelo corpo permanente:
- verificações e patrulhas de fronteira
- verificações de identidade e documentos
- registo de imigrantes

O corpo também pode trabalhar em países não pertencentes à UE que assinaram um acordo de estatuto (status agreement) com a Comissão Europeia, como Albânia, Montenegro ou Sérvia.

#### Tarefas

##### Monitorização e análise de risco
Será criado um centro de monitorização e análise de risco, com autorização para realizar análises de risco e monitorizar os fluxos para e dentro da UE. A análise de risco inclui a criminalidade transfronteiriça e terrorismo, trata dados pessoais de pessoas suspeitas de envolvimento em atos de terrorismo e coopera com outras agências da União e organizações internacionais na prevenção do terrorismo. Serão estabelecidas avaliações de vulnerabilidade obrigatórias das capacidades dos estados-membros para enfrentar os desafios atuais ou futuros nas suas fronteiras externas.
A Agência está apta a lançar operações conjuntas, inclusive com o uso de drones quando necessário. O Copernicus, sistema de observação da Terra, da Agência Espacial Europeia, fornece à agência recursos de vigilância por satélite quase em tempo real, juntamente com o atual sistema de vigilância de fronteiras Eurosur.
A Frontex publica regularmente relatórios que analisam eventos relacionados com o controlo de fronteiras, passagem irregular de fronteiras e diferentes formas de criminalidade transfronteiriça. A tarefa geral de avaliar estes riscos foi estabelecida no Regulamento fundador da Frontex, segundo o qual a agência deve "realizar análises de risco [...] a fim de fornecer à Comunidade e aos Estados-Membros informações adequadas que permitam a tomada de medidas adequadas ou o combate às ameaças e riscos identificados com vista a melhorar a gestão integrada das fronteiras externas». A principal instituição da Frontex no que diz respeito a informações e avaliação de risco é a sua Unidade de Análise de Risco (Risk Analysis Unit, RAU) e a Rede de Análise de Risco da Frontex (Frontex Risk Analysis Network, FRAN), através da qual os guardas da Frontex coopera com peritos de segurança dos estados-membros.
O último relatório da Rede de Análise de Risco da Frontex de 2013 confirmou que 24.805 travessias ilegais de fronteira haviam sido detetadas. Na área do Mediterrâneo Oriental, especificamente na fronteira terrestre entre a Grécia e a Turquia, as passagens ilegais de fronteira haviam caído quase 70% em comparação com o segundo trimestre de 2012, mas haviam aumentado na rota do Mediterrâneo Central.

##### Trabalho com e em países terceiros
Em 23 de fevereiro de 2012, a Frontex assinou um acordo de trabalho com a Arménia. Representantes da Frontex reuniram-se com Artur Baghdasaryan, antigo chefe do Conselho de Segurança da Arménia. Foram discutidas áreas de cooperação mútua e de promoção da paz e da segurança na região do Sul do Cáucaso.
A Agência aprovou um mandato para enviar agentes de ligação e lançar operações conjuntas com países terceiros vizinhos, incluindo operações no seu território. A Agência desenvolveu uma rede de agentes de ligação da Frontex em países terceiros, nomeadamente nos países da Parceria Oriental, nos Balcãs Ocidentais e na África Ocidental.
A Agência coopera com vários países fora da UE. Em 2024, a Frontex celebrou acordos de trabalho com as autoridades de 18 parceiros: Albânia, Arménia, Azerbaijão, Bielorrússia (Belarus), Bósnia e Herzegovina, Canadá, Cabo Verde, Geórgia, Kosovo, Moldávia (Moldova), Montenegro, Nigéria, Macedónia do Norte, Rússia, Sérvia, Turquia, Ucrânia e Estados Unidos. A agência também assinou um acordo de trabalho com o Conselho de Comandantes de Guardas Fronteiriças da Comunidade dos Estados Independentes (CEI).

##### Repatriação de imigrantes ilegais e irregulares
A Guarda de Fronteiras e Costeira tem capacidade de apoio ao repatriamento de imigrantes em situação ilegal ou irregular na União Europeia e é responsável pela coordenação das operações de retorno. A decisão sobre quem deve ser devolvido é sempre tomada pelas autoridades de imigração e de proteção de fronteiras dos estados-membros. O mérito das decisões de retorno continua a ser da exclusiva responsabilidade do estado-membro, devendo o recurso de uma ordem de retorno ser interposto através do respetivo estado-membro.

#### Equipamento
Nos últimos anos, a Frontex adquiriu alguns equipamentos próprios. Também arrenda alguns aviões usados principalmente para a vigilância em redor do Mar Mediterrâneo.
| Nome                   | Origem           | Tipo                               | Número         | Fotografia | Anotações |
| Aeronaves              | Aeronaves        | Aeronaves                          | Aeronaves      | Aeronaves  | Aeronaves |
| ---------------------- | ---------------- | ---------------------------------- | -------------- | ---------- | --- |
| IAI Heron 1            | Estado de Israel | Veículo aéreo não tripulado (VANT) | 1              |            | |
| Diamond DA62           | Áustria          | Aeronave de reconhecimento         | 1              |            | Fretado à DEA Ltd. através do Serviço de Vigilância Aérea da Frontex (Frontex Aerial Surveillance Service, FASS), e usado principalmente no Mar Mediterrâneo, perto da Líbia, é operado a partir de Malta. |
| Diamond DA42 Twin Star | Áustria          | Aeronave de reconhecimento         | 1              |            | Fretado à DEA Ltd. através do Serviço de Vigilância Aérea da Frontex (Frontex Aerial Surveillance Service, FASS), e usado principalmente no Mar Mediterrâneo, perto da Líbia, é operado a partir de Malta. |
| Beechcraft 350         | Estados Unidos   | Aeronave de reconhecimento         | 1              |            | Fretado à DEA Ltd. através do Serviço de Vigilância Aérea da Frontex (Frontex Aerial Surveillance Service, FASS), e usado principalmente no Mar Mediterrâneo, perto da Líbia, é operado a partir de Malta. |
| Veículos               |                  |                                    |                |            | |
| Land Rover Discovery   | Reino Unido      | Veículo utilitário                 | Pelo menos 215 |            | |
| Volvo XC60             | Suécia           | Veículo utilitário                 | Pelo menos 4   |            | |

## Relatórios de análise de risco
A Frontex divulga regularmente relatórios que analisam eventos relacionados com o controlo das fronteiras, os atravessamentos ilegais das fronteiras e as diferentes formas de crime transfronteiriço. A tarefa geral de avaliar estes riscos foi definida no regulamento de base da Frontex, segundo o qual a agência deve "realizar análises de risco [...] a fim de fornecer à Comunidade e aos Estados-Membros informações adequadas para permitir a adoção de medidas apropriadas para assumir ou fazer face às ameaças e aos riscos identificados, a fim de melhorar a gestão integrada das fronteiras externas". As principais instituições da Frontex no que diz respeito à informação e avaliação de risco é a Unidade de Análise de Risco (em inglês: Risk Analysis Unit, RAU) e a Rede de Análise de Risco da Frontex (em inglês: Frontex Risk Analysis Network, FRAN), através das quais o pessoal da Frontex coopera com especialistas em segurança dos Estados-Membros.

### Agências existentes
- Agência Europeia de Controlo das Pescas
- Agência Europeia de Segurança Marítima
- Agência da União Europeia para a Cooperação Policial (Europol)